# Finsterwalder Sängerfest
Das Finsterwalder Sängerfest ist ein Volksfest in der südbrandenburgischen Stadt Finsterwalde. Es begründet sich auf dem über 100 Jahre alten Lied mit dem Refrain Wir sind die Sänger von Finsterwalde und wird zweijährlich am letzten Wochenende im August gefeiert. Das erste Finsterwalder Sängerfest fand 1954 statt. Es ist eines der größten Volksfeste in Brandenburg. Das nächste Sängerfest findet 2026 statt.

## Entstehung

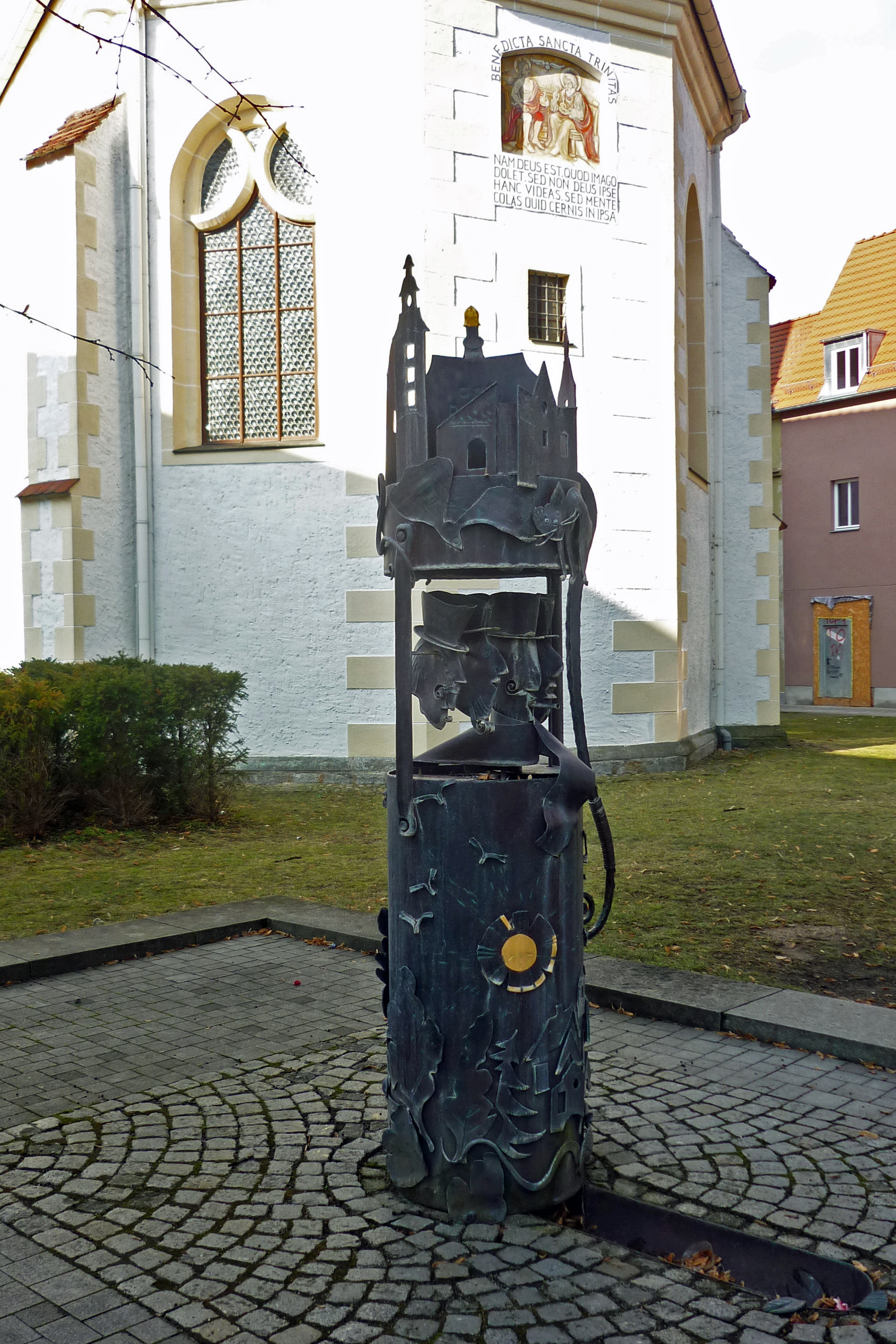
Sängerdenkmal hinter der Trinitatiskirche

Das Fest hat seinen Ursprung durch das Finsterwalder Sängerlied mit dem Refrain Wir sind die Sänger von Finsterwalde aus dem späten 19. Jahrhundert vom Komponisten Wilhelm Wolff. Der heutige Schlager wurde am 3. September 1899 mit 14 Szenen in Berlin uraufgeführt und traf den hiesigen Publikumsgeschmack. Wolff verbreitete mit seinen Hamburger Sängern das Lied danach selbst. In Finsterwalde soll es nach Verlautbarungen zunächst auf wenig Gegenliebe gestoßen sein. Im Jahr 1901 jedoch schrieb sich der Finsterwalder Männergesangverein den Spruch „Wir sind die Sänger von Finsterwalde“ auf die Fahne und zog als Herrensängergesellschaft durch den Spreewald. Der Schlager trug wesentlich zur Bekanntheit der Stadt bei, die seither auch überregional Sängerstadt genannt wird.

## Feierlichkeiten
Das erste Finsterwalder Sängerfest fand 50 Jahre nach der Uraufführung des Liedes im Jahr 1954 statt. Nach der politischen Wende 1989 wurde die alte Tradition wieder stärker belebt. Nach der Gründung des „Finsterwalder-Sänger-Fest e. V.“ im April 1992 wird es seit dem Jahr regelmäßig im Finsterwalder Stadtzentrum von Freitag- bis Sonntagabend gefeiert. Der Ministerpräsident von Brandenburg eröffnet das Fest dazu am Freitagabend mit einem Fassanstich. Im Jahr 2004 wurde das Sängerfest durch den damaligen Bundeskanzler Gerhard Schröder eröffnet. Neben der Hauptbühne auf dem Marktplatz finden sich weitere Bühnen am Rathaus, in der Berliner Straße, 2012 in der Brandenburger Straße, in der Schloßstraße und im Finsterwalder Schloss.
Tagsüber gestalten Chöre, Big Bands und volkstümliche Interpreten das Programm, am Abend folgen Bands, Musikgruppen unterschiedlicher Stilrichtungen.
Am Sonntag findet ein Festumzug durch die Stadt statt.
Am 26. August 2006 zog die Schnellzug-Dampflok 18 201 einen Sonderzug aus Chemnitz zum Finsterwalder Sängerfest.